# 아디 사잇
아디 빈 하지 모하맛 사잇(말레이어: Adi bin Haji Mohammad Said, 1990년 10월 16일 ~ )은 브루나이의 축구 선수로 현재 카수카 FC에서 공격수로 활약하고 있다.

## 클럽 경력
2009년 마즈라 FC 입단을 통해 프로에 데뷔했지만 입단하고 3시즌동안 단 한 경기도 뛰지 못했다. 다만 2011년 브루나이 리그컵에서 첫 소속팀의 우승을 경험했다. 그리고 2012년 싱가포르의 DPMM FC로 이적한 후 팀의 주축 선수로 활동하면서 7시즌동안 107경기에서 28골을 터뜨리는 맹활약을 펼치며 2012년과 2014년 싱가포르 리그컵 우승과 2015 시즌 리그 우승에 크게 일조했고 또한 2018년 8월 싱가포르 프리미어리그 이달의 선수상에도 선정됐으며 모리야스 리쿠와 함께 공동 어시스트상까지 수상했다. 2018 시즌이 끝난 후 2019년 말레이시아 리그 소속팀인 UiTM FC로 이적했지만 13경기에서 단 2골에 그쳤고 같은 해 최고의 전성기를 보냈던 DPMM FC로 1년만에 다시 복귀했다.

## 국가대표팀 경력
2011년부터 2014년까지 브루나이 연령대별 국가대표팀을 거쳤고 특히 U-21 대표팀에서 활약하던 2012년 하사날 볼키아 트로피 축구 대회에서 사상 첫 국제 대회 우승을 맛본 뒤 2012년 브루나이 A대표팀에 합류한 이후 현재까지 23경기 7골로 샤라젠 사잇에 이어 팀내에서 2번째로 국제 A매치 최다 득점을 기록하고 있다. 
특히 동티모르와의 2016년 AFC 솔리대리티컵 A조 조별리그 첫 경기에서 득점을 기록하며 팀의 4-0 대승과 팀의 사상 첫 AFC 주관 대회 4위에 일조했는데 한가지 놀라운 사실은 역대 A매치에서 터뜨린 7골 가운데 4골이 동티모르와의 경기에서 나왔다는 것이다.

## 수상

### 클럽
마즈라 FC
- 브루나이 리그컵 : 우승 (2011)

DPMM FC
- 싱가포르 프리미어리그 : 우승 (2015, 2019), 준우승 (2012, 2014), 3위 (2016)
- 싱가포르컵 : 3위 (2014, 2015)
- 싱가포르 리그컵 : 우승 (2012, 2014), 준우승 (2013, 2016), 4강 (2015)

코타 레인저
- 브루나이 슈퍼컵 : 우승 (2020)

카수카 FC
- 브루나이 FA컵 : 준우승 (2022)

### 국가대표팀
브루나이 U-21
- 하사날 볼키아 트로피 : 우승 (2012)

 브루나이
- AFC 솔리대리티컵 : 4위 (2016)

### 개인
- 싱가포르 프리미어리그 이달의 선수 : 2016년 8월
- 싱가포르 프리미어리그 어시스트상 : 2018